# Filkins
Filkins – wieś w Anglii, w hrabstwie Oxfordshire, w dystrykcie West Oxfordshire. Leży 28 km na zachód od Oksfordu i 109 km na zachód od Londynu.